# Accent ascuțit
Accentul ascuțit (´) este un semn diacritic folosit în grafierile mai multor limbi contemporane, în alfabetele: latin, chirilic și grec. În general, nu este utilizat în limba română, dar poate să fie folosit pentru a marca accentul în cuvintele care altfel s-ar confunda (copíi, cópii; acéle, ácele; în acest scop, poate fi folosit și accentul grav) sau în cuvintele-titlu din dicționare.
În sistemele de scriere ale limbilor catalană, portugheză și spaniolă, accentul ascuțit este folosit pentru a marca o accentuare neobișnuită. Alte scrieri, de exemplu franceză sau occitană, marchează astfel vocalele închise. În scrierile cehă, maghiară și altele, accentul marchează vocalele lungi (accentul pe é în scrierea maghiară marchează un e închis; neaccentuat, e este deschis). Accentul ascuțit poate avea mai multe alte funcții.
Semne asemănătoare:
- kreska, folosit pentru poloneză, este aproape identic din punct de vedere tipografic și apare pe calculator ca accent ascuțit
- accentul grav, orientat oblic de la stânga la dreapta (`)